# Herman Siemens
Herman Werner Siemens (* 9. Dezember 1963 in Cali, Kolumbien) ist ein italienisch-kanadischer Philosoph. Der Spezialist für das Denken Nietzsches lehrt als assoziierter Professor an der Universität Leiden.

## Leben
Siemens erwarb 1985 an der London School of Economics and Political Science den Grad eines Bachelor of Science. 1993 erlangte er an der University of Essex in Colchester das philosophische Doktorat mit einer Dissertationsschrift, die Nietzsches Verhältnis zu Sokrates beleuchtet. Er lehrte zunächst an der University of Essex, bevor er 1994 eine Stelle als Assistant Professor für Geistesgeschichte an der Ostmediterranen Universität in Gazimağusa annahm. 1997 und 1998 arbeitete er für die Queen Mary University of London. Ab 1998 war er Assistent von Paul van Tongeren an der Radboud-Universität Nijmegen. Seit 2003 lehrt er an der Universität Leiden.
Seit 2008 ist Herman Siemens Präsident der Friedrich Nietzsche Society of Great Britain and Ireland. 2011 gehörte er zu den Gründern des Centre for Political Philosophy. 2013 war er als Gastprofessor an die Universidad Diego Portales in Santiago de Chile geladen.
Siemens ist besonders für philosophische Untersuchungen und Nachschlagewerke über Friedrich Nietzsche bekannt. Er ist auch als Organisator für die internationale Nietzsche-Forschung wichtiger Konferenzen hervorgetreten.

## Schriften (Auswahl)
- Nietzsche, Power and Politics. Rethinking Nietzsche's Legacy for Political Thought. (mit Vasti Roodt) Berlin und New York: de Gruyter 2008, ISBN 978-3-11-020237-3
- European/Supra-European: Cultural Encounters in Nietzsche's Philosophy. (mit Marco Brusotti, Michael McNeal und Corinna Schubert). Berlin und New York: de Gruyter 2020, ISBN 978-3-11-060504-4
- Nietzsche, Kant and the Problem of Metaphysics. (volume I of series: Nietzsche’s Engagements with Kant and the Kantian Legacy (co-editors: Brussotti M., Bailey T., Constancio J.) no. I. London: Bloomsbury 2017
- Nietzsche-Wörterbuch: Abbreviatur – einfach. (mit Paul van Tongeren, Gerd Schank), Berlin und New York: Walter de Gruyter 2004
- Action, Performance and freedom in Hannah Arendt and Fr. Nietzsche, International Studies in Philosophy 37(2), S. 225–245
- ‘The first Transvaluation of all Values: Nietzsche’s Agon with Socrates in The Birth of Tragedy’. In: Gudrun von Tevenar (Hrsg.) Nietzsche and Ethics. Bern 2007, S. 171–196
- Umwertung: Nietzsche’s ‘war-praxis’ and the problem of Yes-Saying and No-Saying in Ecce Homo’, Nietzsche-Studien 38 (2009): 182–206